# Austin American-Statesman
Austin American-Statesman er den største daglige avis i Austin, hovedstaden i Texas i USA. Avisen ejes af Gannett.
Avisen trykker internationale og nationale nyheder fra Associated Press, New York Times, The Washington Post og Los Angeles Times, men har en stærk dækning af begivenheder i det centrale Texas, især indenfor politiske reportager. Den dækker herudover Austin's musikmiljø, især den årlige South by Southwest-musikfestival. Avisen er medsponsor på flere begivenheder i Austin såsom Capital 10K, et af de største 10 kilometer løb i USA, samt den velgørende kampagne Season for Caring. Avisens primære rival er bymagasinet Austin Chronicle.
Statesman udgiver også en ugentlig avis på spansk, ¡ahora sí!. Herudover har avisen et samarbejde med St. Petersburg Times for PolitiFact Texas, som dækker emner, der er relevante for Texas generelt og Austin-området i særdeleshed.
| Bog | Spire Denne artikel om bøger og tidsskrifter er en spire som bør udbygges. Du er velkommen til at hjælpe Wikipedia ved at udvide den. |

1. ↑  Navnet er anført på engelsk og stammer fra Wikidata hvor navnet endnu ikke findes på dansk.